# Krak des Chevaliers

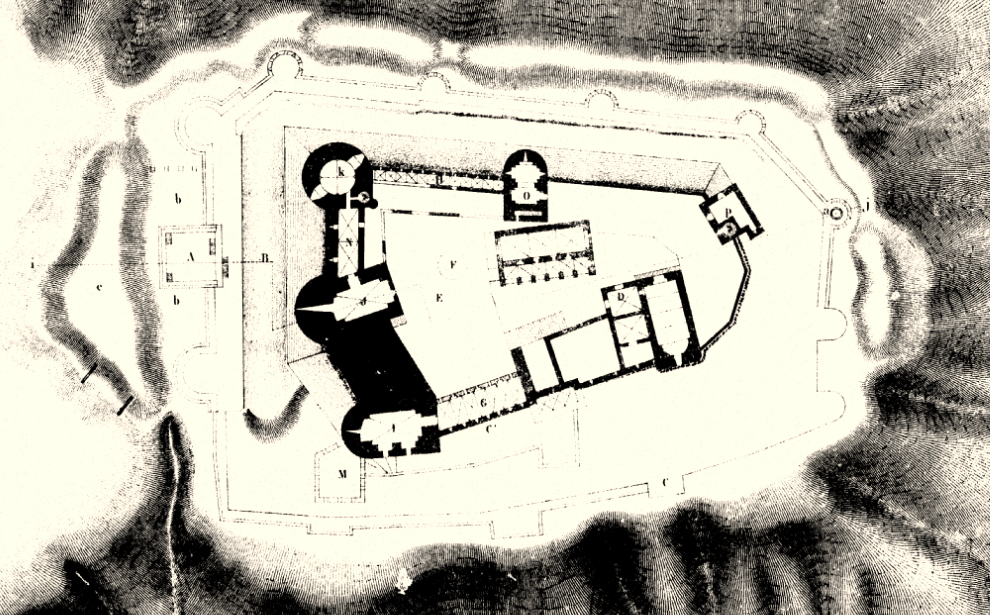
karta över Krak des Chevaliers

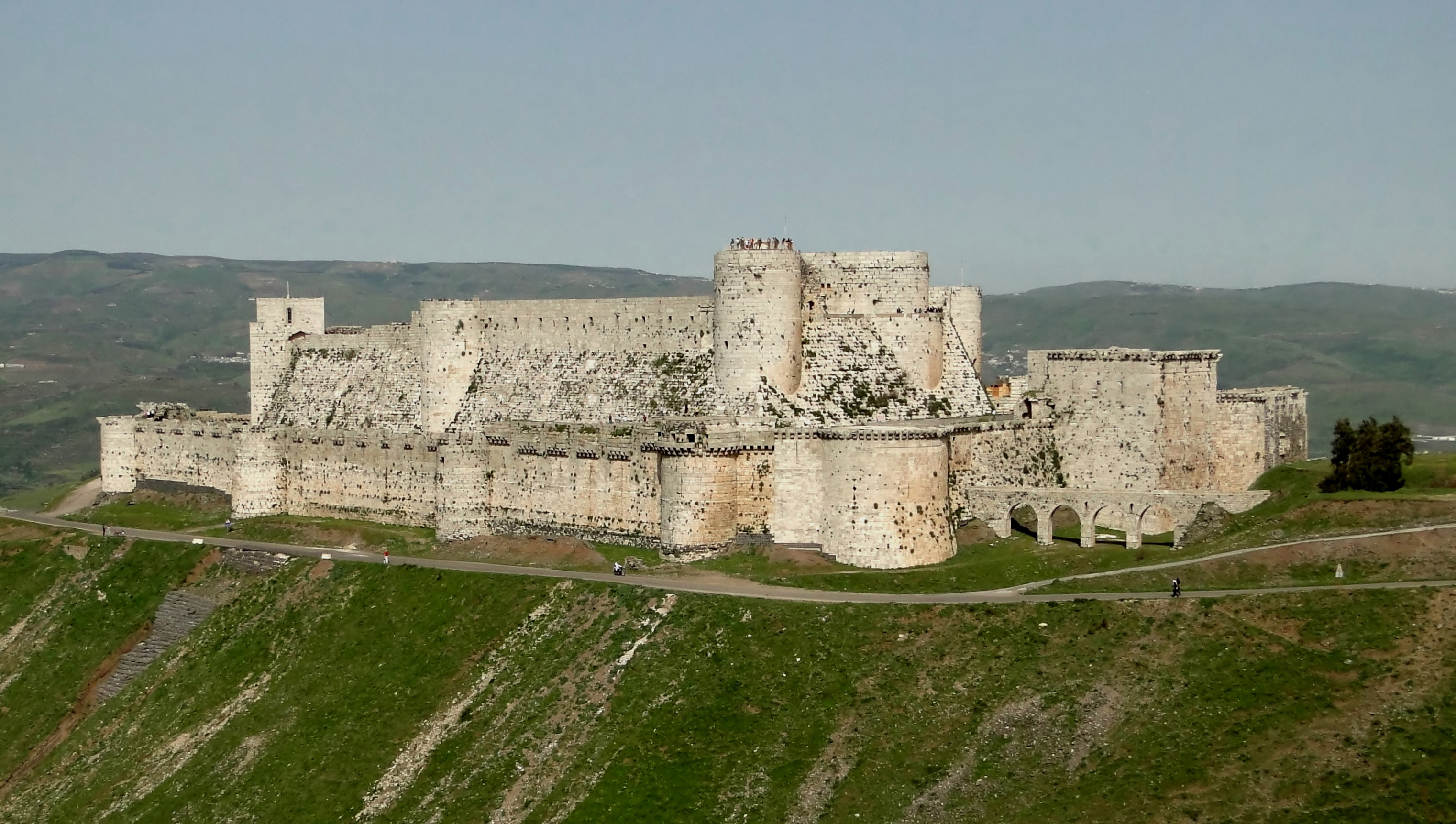
Krak des Chevaliers

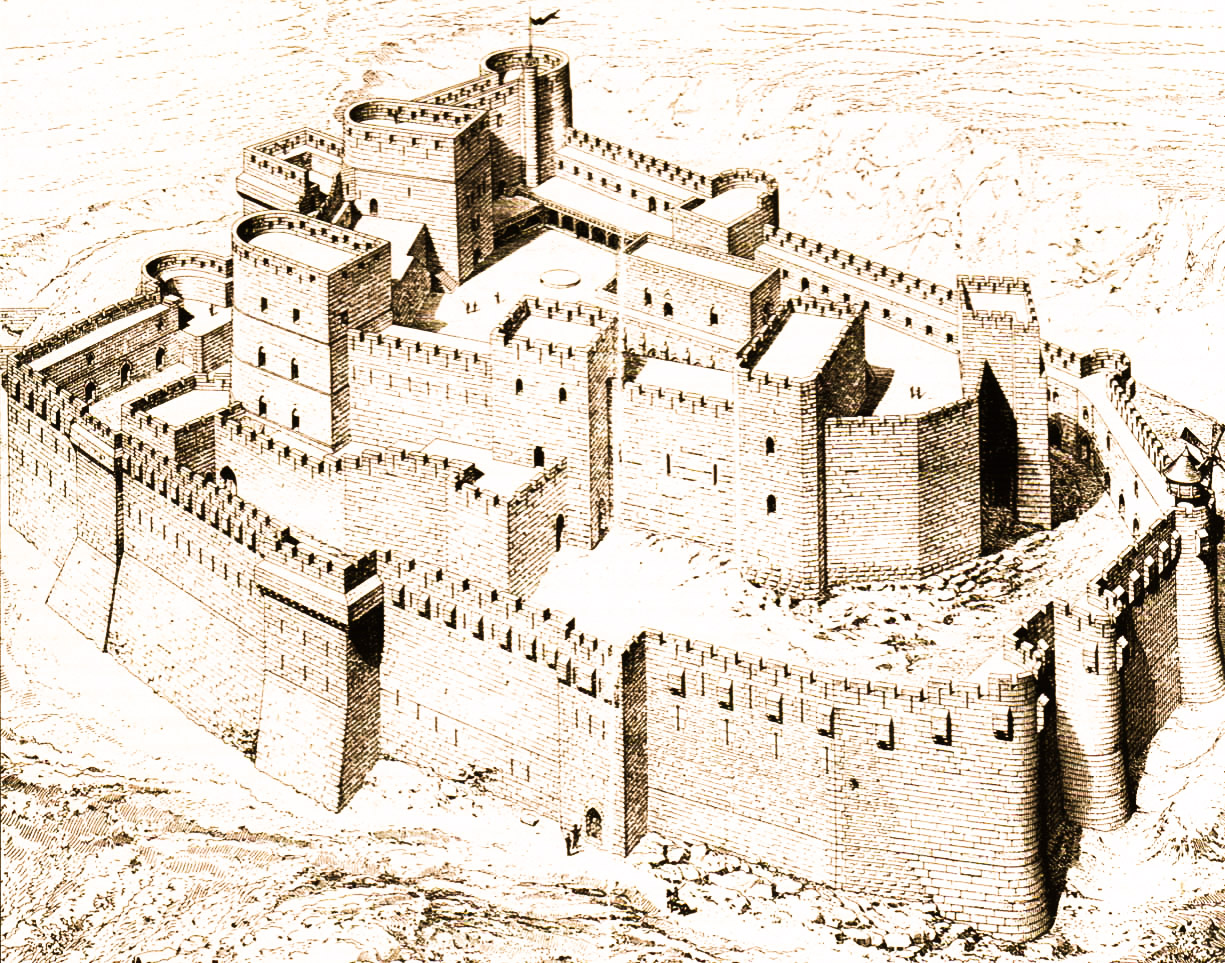
Borgen som den såg ut på medeltiden

Krak des Chevaliers eller Crac des Chevaliers (arabiska Qal'at Al-Hosn) var en korsfararborg i västra Syrien cirka 65 km väster om orten Al Hosn (Homs) i muhafazah (provins) Homs.
Platsen upptogs tillsammans med Salah Ed-Din borgen (Qal’at Salah Al-Din) på Unescos världsarvslista 2006.

## Historia
Borgen uppfördes ca år 1031 och fungerade som en strategisk utpost för korsriddarnas räder och angrepp. Det dominerande läget och de befästningsarbeten som företogs i början av 1200-talet gjorde den praktiskt taget ointaglig för anfallande styrkor. Från 1142 tillhörde borgen Johanniterorden, och den utsattes för tolv belägringar innan den 1271 intogs av mamluksultanen Baybars.
Krak des Chevaliers var i bruk ända fram till 1932, då den by som låg innanför murarna flyttades.

## Byggnaden
Den ombyggda och modifierade borgen är ett av de bäst bevarade exemplen på högmedeltida försvarsarkitektur, ett resultat av de normandiska stenmästarnas traditioner och arabisk befästningsteknik. Byggnadshistorien är komplicerad. Borgens äldsta del, dess mittsektion, liknar närmast en trubbig triangel och bildar en inre borg med utskjutande torn som påminner om donjoner. Ett av tornen har uppenbar arkitektonisk släktskap med Chastel Blanc, medan Krak som försvarsanläggning kanske mest påminner om en annan korsfararborg, nämligen Chateau de Margat. Tillbyggnaden omkring år 1200 innebar att man byggde en yttre ringmur, med en speciell förstärkt konstruktion som skydd främst mot jordbävningar, och massiva torn med halvcirkelformade yttersidor. Den gamla innerborgen rustades samtidigt upp med nya flankeringstorn.
Borgen mäter över 3.000 m² och kunde härbärga närmare 5.000 soldater.